# عثمان گاروبا
عثمان گاروبا (اسپانیایی: Usman Garuba‎؛ زادهٔ ۹ مارس ۲۰۰۲) بازیکن بسکتبال نیجریه‌ای‌تبار اهل اسپانیا است.
از باشگاه‌هایی که در آن بازی کرده‌است می‌توان به هیوستون راکتس، باشگاه بسکتبال رئال مادرید، و باشگاه بسکتبال رئال مادرید بی اشاره کرد.
وی در مسابقات کشوری و بین‌المللی در مجموع برندهٔ ۳ مدال طلا، ۱ مدال نقره شده‌است.